# 横曽根村 (埼玉県)
横曽根村（よこぞねむら）は、埼玉県北足立郡に存在した村。
1933年（昭和8年）4月1日に川口市の誕生に伴う合併で消滅。現在旧村域は「横曽根地域」と呼ばれる。

## 地理
- 埼玉県中央（北足立）地域の南端部にあり、南側を東京府（現東京都）と接する。
- 南側を荒川が西から南に流れている。
- 全域が海抜3m以下の低地となっており、自然堤防等の微高地による僅かな起伏を除けば、全体に平坦である。
- 川の多い低地であるため、頻繁に洪水に襲われてきた地域である。特に芝川は荒川が増水するとその逆流を受けて溢れることが多く、明治〜昭和期にかけて放水路の開削や樋門の設置などの防止策が近隣町村でとられてきた。
- 2006年（平成18年）現在における川口市南部の芝川の東側、すなわち川口の4〜6丁目、飯塚、西川口、仲町、飯原町、原町、宮町、南町、緑町、荒川町、および並木がほぼ旧村域にあたる。
- 1920年代初頭の荒川の流路変更により、村内の大字浮間が荒川の右岸（南側）となった。そのため1926年（大正15年）10月1日、この地域は横曽根村から分離し東京府北豊島郡岩淵町に編入された。それ以前の横曽根村域は上記の地域に東京都北区浮間を加えた地域である。
- 村北東部を東北本線が通っていたが、村が存在した当時駅は設けられていなかった。旧村域に駅が開設されたのは1954年（昭和29年）のことである（西川口駅）。

横曽根村は徳川幕府直轄地で戸田領横曽根村といわれた。正保年間（1644年）にはすでに村があり、以後昭和8年3月31日まで300年間にわたり西川口一帯を指していた。

## 歴史
- 1889年（明治22年）4月1日 - 町村制施行に伴い、横曽根村・飯塚村・浮間村が合併し、北足立郡横曽根村が成立する。
- 1923年（大正12年） - 大字横曽根字二ツ木に日本ビール鉱泉東京工場（後のサッポロビール埼玉工場であり、現在はイトーヨーカドー川口店などがあるアリオ川口）が進出。
- 1926年（大正15年）10月1日 - 荒川の流路が変化したことにより、大字浮間が横曽根村から分離し東京府北豊島郡岩淵町に編入される。
- 1933年（昭和8年）4月1日 - 川口町・南平柳村・青木村と合併、市制を施行し、川口市が成立する。

## 寺院
- 横曽根神社